# Bucida
Bucida (Bucida) je bývalý rod rostlin z čeledi uzlencovité, zahrnující asi 3 nebo 4 druhy. Je rozšířen zejména ve Střední Americe a na Karibských ostrovech. Bucidy jsou stromy s jednoduchými listy a patrovitými větvemi. Listy jsou jednoduché, nahloučené na koncích větví. Květy jsou nenápadné. Druh Bucida buceras je pěstován v tropech jako okrasný strom a je těžen pro tvrdé a odolné dřevo. V současné taxonomii jsou všechny druhy rodu Bucida vřazeny do rodu Terminalia (vrcholák).

## Popis
Zástupci rodu bucida jsou stromy s nápadně patrovitými větvemi. Větévky jsou u některých druhů ostnité. Listy jsou střídavé, obvykle nahloučené na poněkud ztlustlých koncích větví. Květy jsou většinou oboupohlavné, pětičetné, v úžlabních klasech. Kalich je zvonkovitý, zakončený 5 krátkými zuby. Koruna chybí. Tyčinek je 10 ve dvou řadách a vyčnívají z květů. Plodem je dužnatě kožovitá peckovice na konci opatřená nápadným, vytrvalým kalichem.

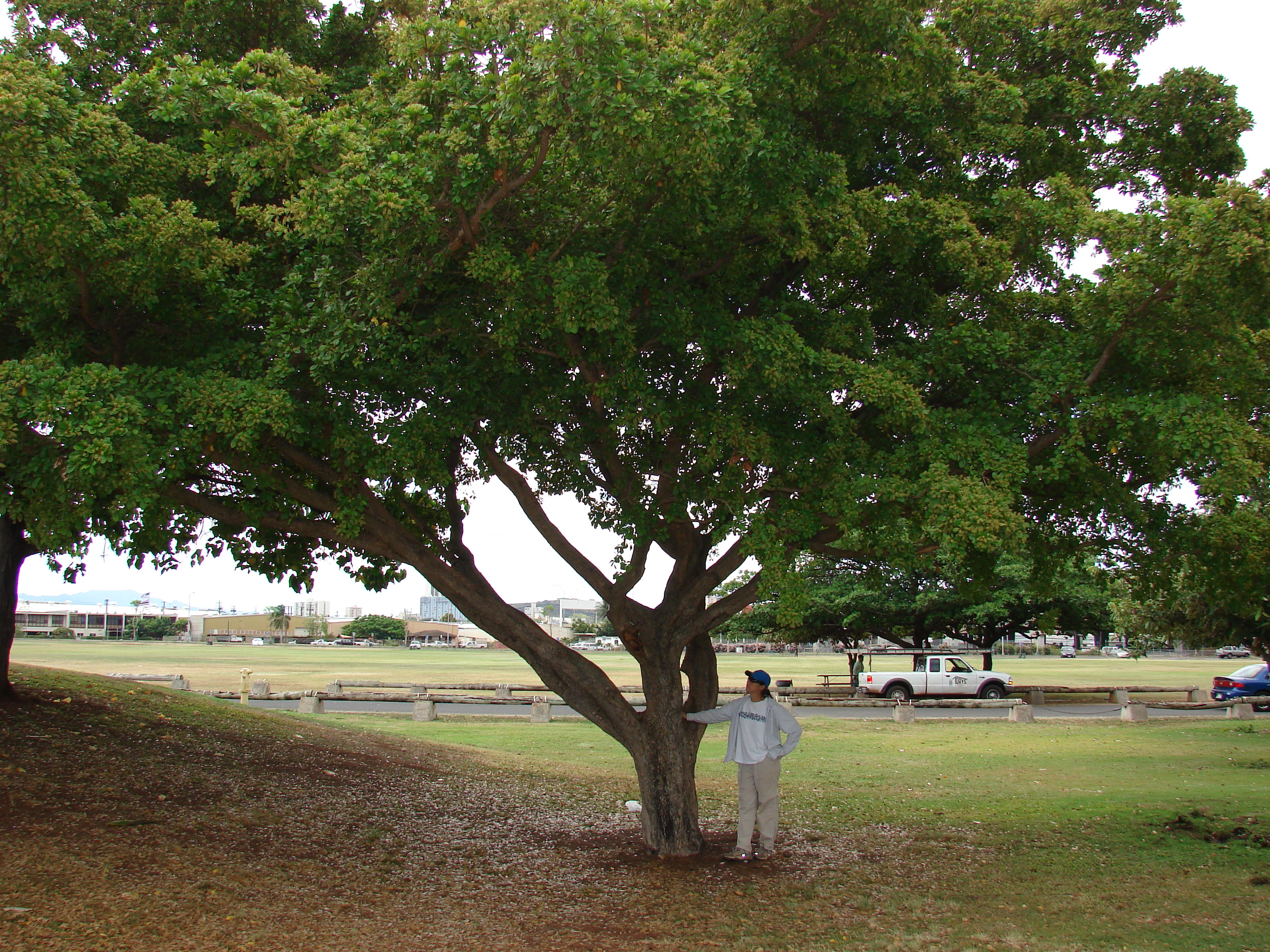
Strom Bucida buceras na Havaji
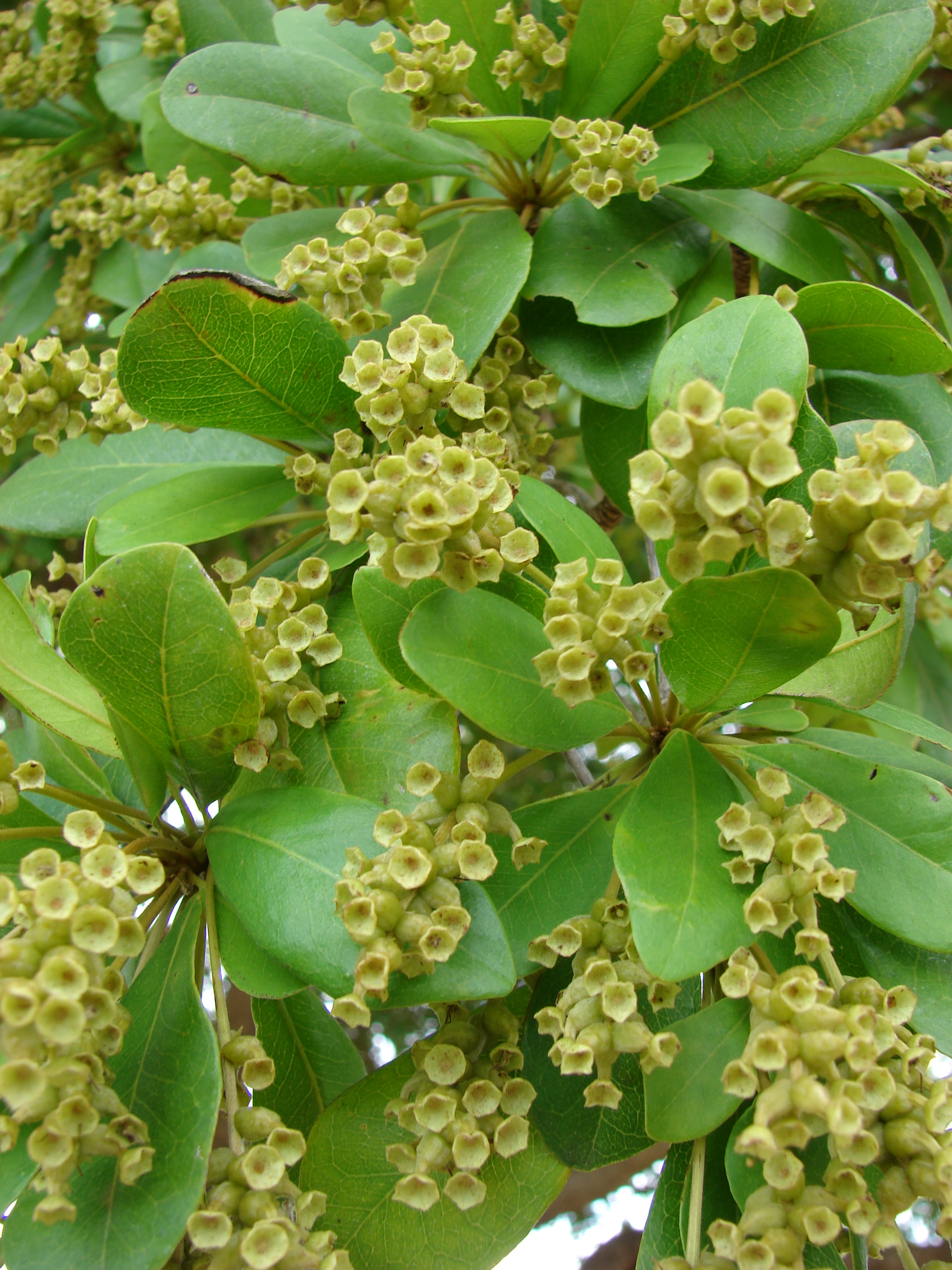
Bucida buceras s hojnými plody

## Rozšíření
Rod bucida zahrnuje 3 nebo 4 druhy. Je rozšířen pouze v tropické Americe od Mexika po Kolumbii, Venezuelu a Guyanu a Karibských ostrovech. Vyskytuje se i na Floridě, o původnosti výskytu jsou však pochybnosti. Bucidy rostou zejména při mořském pobřeží.

## Taxonomie
V současné taxonomii jsou všechny druhy rodu Bucida vřazeny do rodu Terminalia (vrcholák).

## Význam
Druh Bucida buceras je pěstován v tropech jako okrasný strom. Dřevo je tvrdé a těžké a je místně využíváno na různé konstrukce a pilíře. Je odolné vůči termitům.